# 24 Tauri
24 Tauri är en vit stjärna i huvudserien i Oxens stjärnbild.
24 Tau har visuell magnitud +6,28 och svagt synlig för blotta ögat vid mycket god seeing]. Den befinner sig på ett avstånd av ungefär 440 ljusår.